# いて座RW星
いて座RW星（いてざRWせい、RW Sagittarii、RW Sgr）は、いて座の脈動変光星。

## 特徴
この星が変光星であることは、フレミングがハーバード大学天文台の写真乾板を調べる中で、1896年に発見した。
SRA型の半規則型変光星で、186.82日の周期で9.0等と11.7等の間を変光する。いて座RW星が分類されるSRA型は、半規則型変光星の中でも周期性の良い変光をする赤色巨星が分類される型であり、いて座RW星自身もスペクトル型がM4 II/IIIe - M6 III:eの赤色巨星である。

## 名称
「いて座RW星」という名称は、変光星の命名規則に従って付与されたもので、いて座で15番目の変光星であることを意味する。